# Bailu, Chongren
Bailu är en socken i Kina. Den ligger i provinsen Jiangxi, i den sydöstra delen av landet, omkring 91 kilometer söder om provinshuvudstaden Nanchang. Antalet invånare är 17 158. Befolkningen består av 7 968 kvinnor och 9 190 män. Barn under 15 år utgör 27,0 %, vuxna 15-64 år 65 %, och äldre över 65 år 6,0 %.
Runt Bailu är det tätbefolkat, med 511 invånare per kvadratkilometer. Närmaste större samhälle är Fuzhou, 14,3 km öster om Bailu. Trakten runt Bailu består till största delen av jordbruksmark.
Genomsnittlig årsnederbörd är 2 281 millimeter. Den regnigaste månaden är juni, med i genomsnitt 426 mm nederbörd, och den torraste är oktober, med 17 mm nederbörd.